# Israel Martínez Prieto
Israel Martínez Prieto, más conocido como Isra Martínez (Avilés, Asturias), es un entrenador de fútbol español.

## Carrera deportiva
Licenciado en Ciencias de la Actividad Física y del Deporte, en 2016 el entrenador asturiano ingresó en la estructura de la Cultural y Deportiva Leonesa y pasaría por diferentes categorías e incluso ocuparía el puesto de director de cantera.
En la temporada 2019-20, se hace cargo del equipo juvenil "A" de la Cultural y Deportiva Leonesa de Liga Nacional, con el que logra el ascenso a División de Honor.
Tras lograr el ascenso de categoría, en la siguiente temporada dirige al juvenil "A" en el Grupo V de la División de Honor.
El 26 de abril de 2021, firma como entrenador de la Cultural y Deportiva Leonesa "B" Júpiter Leonés de la Tercera División de España.
El 27 de abril de 2023, firma como entrenador de la Cultural y Deportiva Leonesa de la Primera Federación hasta el final de la temporada tras la destitución de Eduardo Docampo.

## Trayectoria como entrenador
| Club                                            | País   | Año       |
| ----------------------------------------------- | ------ | --------- |
| Cultural y Deportiva Leonesa (Juvenil)          | España | 2019-2021 |
| Cultural y Deportiva Leonesa "B" Júpiter Leonés | España | 2021-2023 |
| Cultural y Deportiva Leonesa                    | España | 2023      |